# 史都比中士
史都比中士（1916年—1926年3月16日）是一条擁有正式美國軍階的軍犬，也是美國第102步兵团的非官方吉祥物，牠在第一次世界大战中被分配到第26师（洋基师） 。牠在部隊服役了18个月，参與了西方戰線的17場戰役和4次攻勢。牠曾拯救了牠所屬的軍團免遭芥子气袭击，以及发现并安慰伤员，据说有一次牠曾抓住一名德国士兵的裤子，把他按在那里直到美国士兵找到他。 牠的行為被当时的美国报纸详细报道。   
史都比被称为第一次世界大战中获得勋章最多的軍犬，也是唯一一只通过战斗被提名并晋升为中士的狗。  史都比的遗体现藏于史密森尼学会中展示。  
史都比是2018年动画电影《史都比中士：美国英雄》中的主角。